# Dufek-Küste
Koordinaten: 84° 30′ S, 179° 0′ W
Die Dufek-Küste ist ein Küstenabschnitt in der antarktischen Ross Dependency. Sie erstreckt sich entlang des Südrands des Ross-Schelfeises zwischen dem Airdrop Peak an der Ostflanke des Beardmore-Gletschers im Westen und dem Morris Peak an der Ostflanke des Liv-Gletschers im Osten. Nach Westen grenzt sie an die Shackleton-Küste, nach Osten an die Amundsen-Küste.
Das New Zealand Antarctic Place-Names Committee benannte die Küste 1961 nach dem US-amerikanischen Konteradmiral George J. Dufek (1903–1977), unter anderem Kommandeur der Unterstützungseinheiten der United States Navy in Antarktika von 1954 bis 1959 und Leiter der ersten Operation Deep Freeze (1955–1956).